# Petalomium
Petalomium  (лат.) — род мирмекофильных клещей из семейства Neopygmephoridae (секция Heterostigmata, инфраотряд Eleutherengona), насчитывающий около 40 видов (на Украине 17 видов).

## Описание
Микроскопического размера клещи (длина 0,2 — 0,3 мм) с широкоовальной формы гистеросомой, которая спереди налегает на часть проподосомы. Преподосома с 4 парами щетинок в вентральной части. Ноги 4-й пары очень длинные. Бесцветные или бледно-жёлтые. Большинство из них обнаружены у муравьёв, в том числе у Veromessor pergandei (США). Виды Petalomium crossi и P. reductus описаны из муравейников Myrmicaria distincta  Santschi, 1925 (род Myrmicaria, Myrmicinae, Formicidae) в Эфиопии; обнаружены на самих муравьях (форезия). Вид Petalomium crinitus найден у муравьёв рода Lasius, а P. lancetochaetosus и P. pseudomyrmecophilus найдены у Lasius umbratus. В Западной Сибири у жёлтого пахучего муравья  обнаружены мирмекофильные Petalomium brevicaudus Khaustov, 2016 и  P. kurganiensis Khaustov, 2016 (Neopygmephoridae).

## Систематика
Ранее род Petalomium включался в состав семейства Pygmephoridae.
- Petalomium aleinikovae (Sevastianov, 1967) — Россия  (Среднее Поволжье). Украина[5]
- Petalomium brevisetum Khaustov, 2005 — Европа (Украина)[6]
- Petalomium carelitschensis (Sevastianov, 1967) — Западная Европа.  Белоруссия. Украина[5]
- Petalomium chmelnickensis (Sevastianov, 1969) — Украина
- Petalomium crinitus Khaustov & Trach, 2013 — Украина, Одесская область (эндемик)[3]
- Petalomium crossi Khaustov, 2015 — Эфиопия[2]
- Petalomium dispar Mahunka, 1973 — Гана
- Petalomium endroedyi Mahunka, 1974 — Гана
- Petalomium fimbrisetum Ebermann and Rack, 1982 — Европа (Украина)
- Petalomium formicarum (Berlese, 1903) — Европа (Украина)
- Petalomium gottrauxi Mahunka, 1977 — Европа (Украина)
- Petalomium hystrix Mahunka, 1973 —  Гана
- Petalomium lancetochaetosus Sevastianov, 1974 — Украина (эндемик)
- Petalomium nataliae (Sevastianov, 1967) — Белоруссия, Украина
- Petalomium podolicus (Sevastianov, 1967) — Западная Европа. Россия  (Среднее Поволжье). Украина.[5]
- Petalomium pseudomyrmecophilus Mahunka, 1970 — Венгрия, Украина, Швейцария
- Petalomium rarus (Sevastianov, 1967) — Европа (Украина)[5]
- Petalomium reductus Khaustov, 2015 — Эфиопия[2]
- Petalomium sawtschuki (Sevastianov, 1967) — Европа (Украина)[5]
- Petalomium scyphicus (Sevastianov, 1967) — Европа (Украина) и Азия[5]
- Petalomium tauricum Khaustov, 2005 — Европа (Украина)[6]
- Petalomium tothi Mahunka and Zaki, 1984 — Европа (Украина)
- Petalomium tumidisetosus (Willmann, 1951) — Европа (Украина)
- Petalomium volgini (Sevastianov,  1967) — Европа (Украина)[5]
- Другие виды